# Lista de museus de Roma
Segue-se uma lista de museus situados na cidade de Roma na Itália.
- Galeria Doria Pamphilj
- Galleria Borghese
- Musei Vaticani
- Museus Capitolinos
- Galleria Nazionale d'Arte Antica
- Galleria Nazionale d'Arte Moderna
- Museo Boncompagni Ludovisi per le arti decorative
- Palazzo Spada
- Museo Nazionale Etrusco
- Museo della Civiltà Romana
- Museo Nazionale d'Arte Orientale
- Museo Nazionale Romano
- Museu Palatino